# Elezioni legislative in Francia del 2002
Le elezioni legislative in Francia del 2002 si sono tenute il 9 (primo turno) e il 16 giugno (secondo turno). Esse hanno visto la vittoria della coalizione di centro-destra maggioranza presidenziale, che sostenva il presidente in carica Jacques Chirac; alla carica di Primo ministro è stato confermato Jean-Pierre Raffarin.

## Contesto
Le elezioni legislative del 1997 avevano visto la vittoria della coalizione di centro-sinistra Majorité plurielle (o Gauche plurielle), composta da Partito Socialista, Partito Comunista Francese, Partito Radicale di Sinistra, I Verdi e Movimento dei Cittadini (poi confluito nel Polo Repubblicano); nei cinque anni successivi, il sistema politico si era retto sulla coabitazione tra il Presidente Chirac e il Primo ministro Lionel Jospin.
Nel 2000, peraltro, la Costituzione era stata modificata: il mandato presidenziale era stato ridotto da 7 a 5 anni (la medesima durata della legislatura) e si era previsto che le elezioni legislative dovessero celebrarsi entro un mese dalle elezioni presidenziali. Così, nel maggio 2002, le elezioni presidenziali avevano confermato il presidente uscente Chirac, mentre Jospin, candidato dei socialisti, era stato eliminato al primo turno a vantaggio di Jean-Marie Le Pen, esponente del Fronte Nazionale.
In occasione delle legislative, il Raggruppamento per la Repubblica di Chirac dette vita, insieme ad una componente dell'Unione per la Democrazia Francese, all'Unione per la Maggioranza Presidenziale: il nuovo soggetto politico (successivamente ridenominato  Unione per un Movimento Popolare) costituiva la principale formazione dell'alleanza maggioranza presidenziale, alla quale presero parte la stessa UDF, nonché Democrazia Liberale, Raggruppamento per la Francia e Movimento per la Francia.
Il primo turno delle presidenziali aveva visto prevalere, nel loro complesso, i candidati della sinistra (32,45%) rispetto a quelli della destra (29,21%); nondimeno, alle legislative gli elettori confermarono la fiducia ai partiti della maggioranza presidenziale. Il Fronte Nazionale, che pure aveva ottenuto più di 4,8 milioni di voti al primo turno delle presidenziali, ottenne 2,8 milioni di voti al primo turno delle legislative, restando fuori dall'Assemblea nazionale e perdendo, dunque, anche l'unico seggio che aveva in precedenza conseguito.
Al primo turno furono assegnati 58 seggi: 46 eletti con l'UMP, 6 con l'UDF (Charles de Courson, Maurice Leroy, Jean-Luc Préel, Gilles de Robien, François Sauvadet, Emile Blessig), 2 per i socialisti (Jean-Marc Ayrault e Christophe Payet), 2 con Democrazia Liberale (Sylvia Bassot e Joël Sarlot), 1 col Movimento per la Francia (Philippe de Villiers) e 1 attribuito a un deputato presentatosi con l'etichetta DVD (André Thien Ah Koon).

## Risultati
| Liste                                         | Primo turno | Primo turno | Primo turno | Secondo turno | Secondo turno | Secondo turno | Totale seggi |
| Liste                                         | Voti        | %           | Seggi       | Voti          | %             | Seggi         | Totale seggi |
| --------------------------------------------- | ----------- | ----------- | ----------- | ------------- | ------------- | ------------- | ------------ |
| Unione per la Maggioranza Presidenziale (UMP) | 8.408.023   | 33,30       | 46          | 10.029.669    | 47,26         | 309           | 355          |
| Partito Socialista (PS)                       | 6.086.599   | 24,11       | 2           | 7.482.169     | 35,26         | 138           | 140          |
| Fronte Nazionale (FN)                         | 2.862.960   | 11,34       | -           | 393.205       | 1,85          | -             | -            |
| Unione per la Democrazia Francese (UDF)       | 1.226.462   | 4,86        | 6           | 832.785       | 3,92          | 23            | 29           |
| Partito Comunista Francese (PCF)              | 1.216.178   | 4,82        | -           | 690.807       | 3,26          | 21            | 21           |
| I Verdi                                       | 1.138.222   | 4,51        | -           | 677.933       | 3,19          | 3             | 3            |
| Divers droite (DVD)                           | 921.973     | 3,65        | 1           | 274.374       | 1,29          | 8             | 9            |
| Caccia, Pesca, Natura e Tradizioni (CPNT)     | 422.448     | 1,67        | -           | N.D.          | N.D.          | N.D.          | -            |
| Partito Radicale di Sinistra (PRG)            | 388.891     | 1,54        | -           | 455.360       | 2,15          | 7             | 7            |
| Lega Comunista Rivoluzionaria (LCR)           | 320.467     | 1,27        | -           | N.D.          | N.D.          | N.D.          | -            |
| Lotta Operaia (LO)                            | 301.984     | 1,20        | -           | N.D.          | N.D.          | N.D.          | -            |
| Polo Repubblicano                             | 299.897     | 1,19        | -           | 12.679        | 0,06          | -             | -            |
| Diversi Ecologisti                            | 295.899     | 1,17        | -           | N.D.          | N.D.          | N.D.          | -            |
| Movimento Nazionale Repubblicano (MNR)        | 276.376     | 1,09        | -           | N.D.          | N.D.          | N.D.          | -            |
| Divers gauche (DVG)                           | 275.553     | 1,09        | -           | 268.715       | 1,27          | 6             | 6            |
| Movimento per la Francia (MPF)                | 202.831     | 0,80        | 1           | N.D.          | N.D.          | N.D.          | 1            |
| Divers                                        | 194.946     | 0,77        | -           | 13.036        | 0,06          | 1             | 1            |
| Democrazia Liberale (DL)                      | 104.767     | 0,41        | 2           | N.D.          | N.D.          | N.D.          | 2            |
| Raggruppamento per la Francia (RPF)           | 94.222      | 0,37        | -           | 61.605        | 0,29          | 2             | 2            |
| Estrema sinistra                              | 81.558      | 0,32        | -           | N.D.          | N.D.          | N.D.          | -            |
| Regionalisti                                  | 66.240      | 0,26        | -           | 28.689        | 0,14          | 1             | 1            |
| Estrema destra                                | 59.549      | 0,24        | -           | N.D.          | N.D.          | N.D.          | -            |
| Totale                                        | 25.246.045  |             | 58          | 21.221.026    |               | 519           | 577          |

## Composizione dei gruppi
All'inaugurazione della legislatura, i gruppi erano composti come di seguito indicato.
| Gruppo                                  | Membri | Apparentati | Totale | Eletti per «nuance politique»                                         |
| --------------------------------------- | ------ | ----------- | ------ | --------------------------------------------------------------------- |
| Unione per la Maggioranza Presidenziale | 356    | 9           | 365    | 351 UMP, 4 UDF, 8 DVD, 1 RPF, 1 DL                                    |
| Partito Socialista                      | 140    | 1           | 141    | 140 PS, 1 DVG                                                         |
| Unione per la Democrazia Francese       | 27     | 2           | 29     | 25 UDF, 3 UMP, 1 RPF                                                  |
| Comunisti e Repubblicani                | 21     | -           | 21     | 19 PCF, 2 DVG                                                         |
| Non iscritti                            | 21     | -           | 21     | 7 PRG, 3 Verdi, 1 MPF, 2 PCF, 1 UMP, 1 DL, 3 DVG, 1 DVD, 1 DIV, 1 REG |
| Totale                                  | 565    | 12          | 577    |                                                                       |